# Sporo di Nicea
Sporo di Nicea (in greco antico: Σπόρος ὁ Νικαῖος?, Spóros ho Nikâios; 240 circa – 300 circa) è stato un matematico e astronomo greco antico, del periodo ellenistico.

## Biografia
Fu allievo di Filone di Gadara e maestro di Pappo di Alessandria. Notizie su di lui provengono dalle opere di Pappo e Eutocio.
Sporo affrontò i classici problemi della quadratura del cerchio e della duplicazione del cubo ed in entrambi i casi criticò i tentativi di soluzione di matematici suoi contemporanei. Fu critico anche nei confronti di Archimede per non aver ottenuto una migliore approssimazione del valore di pi greco.
Scrisse, inoltre, sulle dimensioni del Sole e sulle comete.